# Guillaumes
Pour l’article ayant un titre homophone, voir Guillaume.
Guillaumes est une commune française située dans le département des Alpes-Maritimes, en région Provence-Alpes-Côte d'Azur.
Ses habitants sont appelés les Guillaumois.
La commune est membre de la Communauté de Communes Alpes-d'Azur
Son nom en provençal est Guihèume.

## Toponymie
Le toponyme de Barels est dérivé du nom provençal : barra = barre, à-pic rocheux qui ferme une vallée.
La toponymie des bourgs castraux : approches quantitatives.
Peuplement et toponymie en Provence orientale et dans le pays niçois.

## Histoire

### Préhistoire
Le territoire de Guillaumes est fréquenté dès le néolithique, comme en témoignent les vestiges de la grotte de Tremens dans le vallon de Cante ou encore les mines de cuivre des gorges de Daluis, exploitées par les hommes préhistoriques.

### Antiquité
Après la conquête romaine (achevée en 14 av. J.-C.), Auguste organise les Alpes en provinces. Le territoire de l’actuelle commune de Guillaumes dépend de la province des Alpes-Maritimes et est rattaché à la civitas de Glanate (Glandèves). À la fin de l’Antiquité, le diocèse de Glandèves reprend les limites de cette civitas.

### Moyen Âge

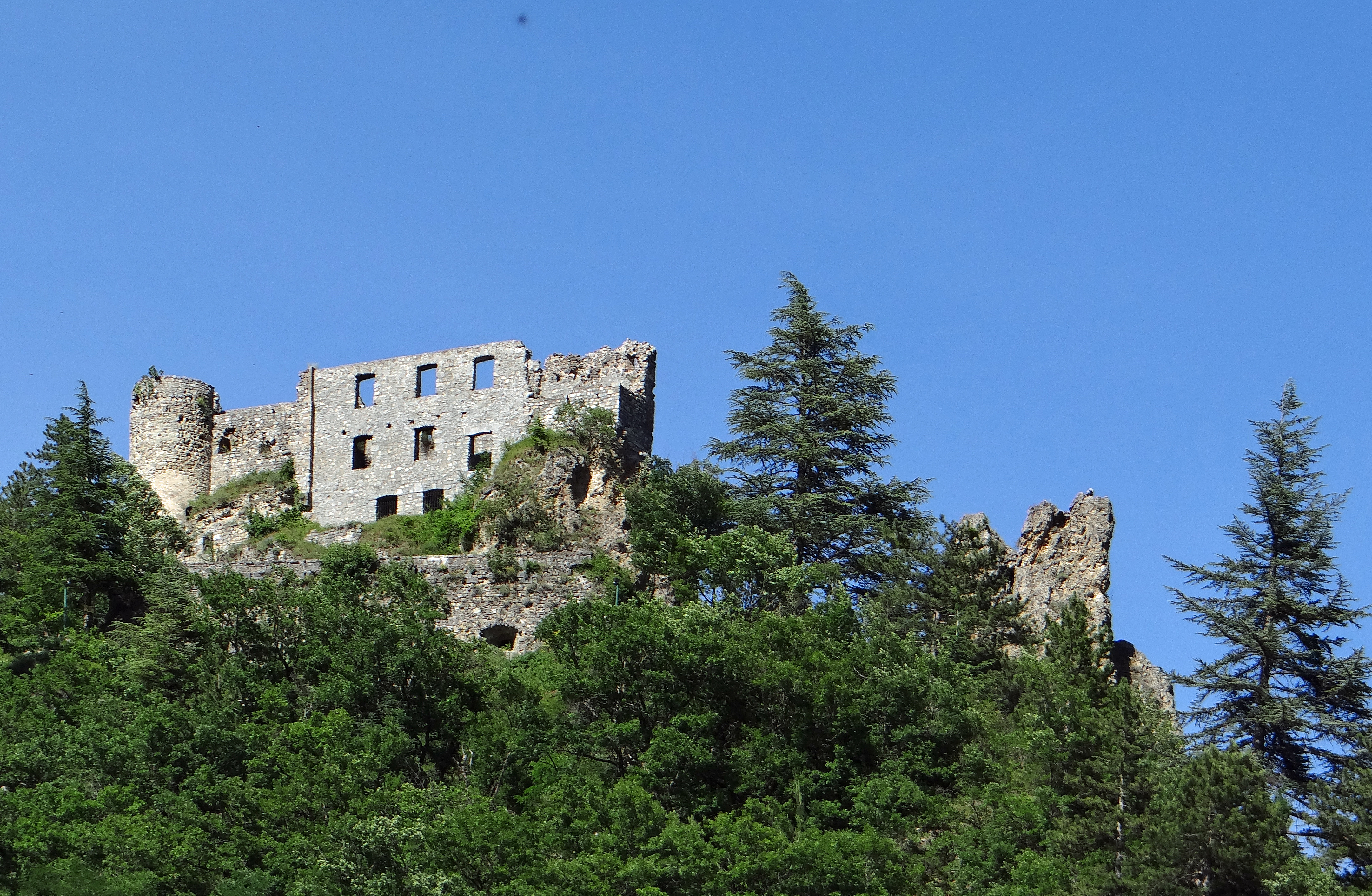
Le château de Guillaumes

C'est Guillaume Ier de Provence dit le Libérateur, comte de Provence, qui, en guerroyant dans la région contre les Sarrasins, repéra l'intérêt stratégique du site. Le castrum de Guillelme est mentionné pour la première fois dans un texte de la première moitié du XIIIe siècle. Il figure dans une liste des habitats relevant du comte de Provence, établie par l'administration comtale entre 1232 et 1234.
Le château de Guillaumes a été fondé par le comte de Provence Raymond Béranger V durant la première moitié du XIIIe siècle, probablement entre 1233 et 1235. L'agglomération a été fondée à sa suite vers 1235-1240, en tant que ville neuve et à son emplacement actuel.
Falconis Roche, Baile-clavaire de Villeneuve (1340) et de Vence (1341), damoiseau, originaire de Guillaumes, fut le fils du seigneur de Guillaumes Faraud Roche.
Au XIVe siècle, en reconnaissance de leur fidélité, la maison d'Anjou accorde aux habitants des faveurs et privilèges, dont le pouvoir de s'administrer librement par des consuls élus, organiser des marchés et des foires, exemption du fouage, de la taille, de la dîme. La reine Jeanne l'autorise même à porter ses couleurs dans ses armoiries et lui accorde l’assurance de ne jamais être aliéné du domaine comtal. La mort de la reine Jeanne Ire ouvre une crise de succession à la tête du comté de Provence, les villes de l’Union d'Aix (1382-1387) soutenant Charles de Duras contre Louis Ier d'Anjou. La mort de celui-ci facilite les ralliements, dont celui de la communauté de Guillaumes, à son jeune fils, Louis II d'Anjou, en 1385. En 1390, Guillaumes est désigné par Marie de Blois, comtesse de Guise, comme chef-lieu de viguerie.
À la fin du Moyen Âge, Guillaumes est un petit centre commercial et accueille une foire qui se maintient jusqu’à la fin de l’Ancien Régime,.
Les terres du prieuré de Buyeï-Les Roberts figurent sur la liste des biens du temple saisis le 13 octobre 1307.
À la fin du XVe siècle, le comte de Provence René Ier d'Anjou, Roi de Naples, ajoute au château le donjon circulaire, symbole de son pouvoir.
En 1481, du fait du rattachement de la Provence à la France "comme un principal à un autre principal",,, conformément au testament de Charles du Maine, Guillaumes devient une enclave contrôlée par la France dans les États sardes et dès lors son importance militaire ne fait que se confirmer au fil des siècles.
D'après Charles de Rémusat, Guillaumes est le berceau de la famille de Rémusat. On trouve dans les archives de la mairie un Pierre Rémusat, notaire de 1437 à 1481. Jean, notaire de 1620 à 1674, aurait le premier quitté Guillaumes pour s'établir à Marseille.

### Époque moderne
François Ier lui accorde le titre de ville royale.
Bourg très isolé aux confins du royaume, Guillaumes est mieux relié au reste de la France à partir de 1674, lorsque l’évêque d’Entrevaux Ithier instaure un service postal bimensuel avec Aix, par mulets, qui dessert également Annot et Guillaumes.
Le 29 novembre 1637, une météorite d'environ 27 kilos (ou 17 selon les sources) tombe aux confins des territoires de Guillaumes et de Péone. Son nom officiel est "météorite du Mont Vaisi". Elle fut remise au seigneur de Daluis, et est aujourd’hui perdue.
Le 22 août 1682 le village est détruit partiellement par un incendie.

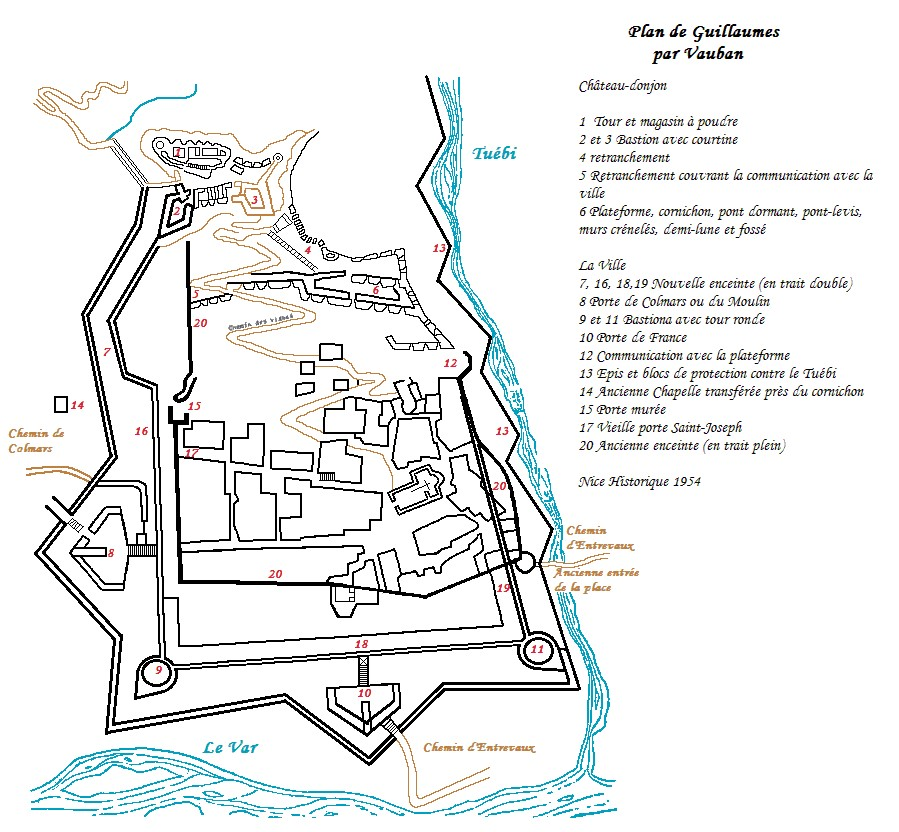
Plan des fortifications de Guillaumes d'après Vauban

De 1700 à 1706, de nouvelles fortifications sont réalisées par Vauban qui séjourna deux fois à Guillaumes pour en établir les plans.
En 1734, des ingénieurs militaires visitent les fortifications du sud-est de la France et passent par Guillaumes. Ils jugent la place inattaquable. Ils la décrivent dans leur rapport :

« Les casernes du château peuvent contenir 400 soldats et leurs officiers. Tout le bas-étage est un souterrain voûté à l’épreuve des bombes. » …

« Dans l’enceinte de la ville, il y a 75 maisons habitées par 360 personnes. On compte un curé et deux vicaires, deux médecins et chirurgiens, trois marchands, cinq cabaretiers, un fournier boulanger, six maîtres-cordonniers et huit garçons, quinze tisserands, un charpentier, trois maréchaux-ferrants forgerons… Le Magistrat est formé de quatre consuls renouvelés tous les ans par les habitants. La justice est administrée par un juge royal et son lieutenant que la communauté nomme tous les ans, un greffier et autres officiers subalternes. Il y a une corporation des Arts et Métiers, une chapelle ou confrérie des Pénitents, un puits dans la ville et deux citernes au château, un four dans la ville où l’on peut cuire 1 500 rations de pain en 24 heures, un moulin dans la ville et huit dans les environs. »
Du 4 au 8 juillet 1744, les troupes franco-espagnoles qui doivent attaquer Entraunes et Saint-Martin-d’Entraunes stationnent dans la ville.
En 1748, après le traité d’Aix-la-Chapelle, Louis XV réduit la garnison de Guillaumes à deux compagnies d’invalides, puis à une seule. Les invalides sont des soldats ayant été blessés, devenus moins valides, et affectés à la défense des places.
En 1760, la place est démantelée à la suite du traité du 24 mars 1760 rectifiant les frontières entre les royaumes de Louis XV et de Charles-Emmanuel III, Guillaumes est cédée à la maison de Savoie et le château est démantelé malgré la révolte de ses habitants. Les troupes françaises quittent la ville le 10 octobre et le commissaire sarde prend possession de la ville le 20 octobre.

### Révolution et Empire
En 1792, les troupes révolutionnaires prennent possession du village qui reste français jusqu’au traité de Vienne.
Par le traité de Paris, signé le 15 mai 1796, le roi de Sardaigne cède ses droits sur le comté de Nice à la France. Des volontaires locaux, les Barbets, qui avaient été armés par les Sardes pour lutter contre les troupes françaises, continuent leurs opérations militaires et de résistance. Un rapport du ministère de la Justice évalue alors leur nombre à 4 000. Ils étaient concentrés dans la vallée de la Vésubie et dans le Haut-Var. Les derniers ne furent arrêtés qu’en 1818.

C'est contre les réquisitions pratiquées dans les villages par les armées françaises pour assurer leur approvisionnement que ces volontaires s'étaient tout d'abord révoltés.
Les soldats guillaumois revenus vivants de la campagne de Russie sous Napoléon I firent le vœu de rendre, chaque année, hommage à la Vierge le jour de son assomption.

### XIXesiècle
Les traités de Paris de 1814 et 1815 replacent le comté de Nice sous la souveraineté de la Maison de Savoie. Guillaumes reste chef-lieu de mandement.
Après un bref retour sous la souveraineté sarde, Guillaumes comme le comté de Nice est, grâce à l'action de Napoléon III, définitivement rattaché à la France, le 24 mars 1860.
En 1845, Charles-Albert (roi de Sardaigne), fait endiguer la rive gauche du Var devant la ville pour la protéger des crues.
En 1860, Le comté de Nice est rattaché à la France à la suite d’un référendum contesté par certains.
Dès le rattachement, l'État français décide la création de la route impériale no 7 de Paris à Nice, de la route Impériale no 205 de Nice à Barcelonnette par la vallée de la Tinée et de la route Impériale no 2 du confluent de la Tinée à Guillaumes,.
La route nationale no 202 arrive à Guillaumes le 4 mai 1884. En la prolongeant, elle est devenue la route des Grandes Alpes.
En 1902, Louis Payany construit une petite usine hydroélectrique pour alimenter le village en électricité. Cette usine a été nationalisée en 1952 pour être exploitée par Électricité de France.
Début de l’enquête d’utilité publique en février 1904 pour la construction d’un réseau de tramways départementaux comprenant la ligne du « Haut-Var », reliant le pont de Gueydan — en jonction avec la ligne de chemin de fer Nice-Digne — à Guillaumes.
La construction de la ligne de tramway du Haut-Var, d’une longueur de 19,120 km, débute en 1910. Les travaux de terrassement de la plate-forme sont terminés en 1914. La pose de la voie métrique est achevée en 1915.
La plateforme suit la route. Le franchissement des gorges de Daluis nécessite le percement de tunnels qui sont aujourd’hui utilisés par la route. À l’entrée amont des gorges se trouve le pont de la Mariée de 58 mètres d’ouverture permettant au tramway de franchir la vallée du Var et d'atteindre Guillaumes par sa rive gauche où il rejoint la RN202 au pont des Roberts.

### XXesiècle
1914 - 1918 : Première Guerre mondiale. 46 Guillaumois sont tués au cours de la guerre.
La ligne de tramway du Haut-Var est inaugurée le 29 juillet 1923 après les épreuves des ouvrages qui ont été faites le 16 juillet.
Le cahier des charges prévoyait trois aller-retour journaliers en hiver et quatre en été. Mais ce rythme n’a jamais été atteint, il n’y en a jamais eu plus de deux. La durée d’un voyage Pont de Gueydan – Guillaumes était de 1 h 25 min.

L’exploitation de la ligne va se montrer déficitaire. Par exemple, en 1925, les recettes sont de 60 000 francs pour des dépenses de 132 000 francs.
La ligne de tramway est coupée par des éboulements en octobre 1928. Elle entre alors en déclin. Le 16 mai 1929, devant les dépenses importantes nécessaires pour le maintien de la ligne, son exploitation est arrêtée, à peine six ans après son inauguration. La ligne de tramway est déclassée et son matériel est utilisé sur la ligne de la Tinée le 2 avril 1932.
3 septembre 1939 - 2 septembre 1945 : Seconde Guerre mondiale.
En 1939, dans le cadre du secteur fortifié des Alpes-Maritimes (SFAM) de la « Ligne Maginot alpine », est achevée la construction de la casemate (blockhaus) située à deux kilomètres en aval du bourg à l'entrée amont des gorges de Daluis. En juin 1940, les défenseurs de cette casemate n'auront pas à utiliser son armement (un canon antichar AC 25 et une mitrailleuse), les envahisseurs italiens n'ayant pas réussi à franchir la vallée de la Tinée où ils ont été arrêtés, notamment dans le secteur d'Isola.
Guillaumes est la première commune du département libérée par les F.F.I., le 14 juillet 1944.
Jean Vercelli, né en 1925 à Saint-Léger, abattu à Guillaumes (Alpes-Maritimes) le 23 juillet 1944 ouvrier agricole, célibataire, maquisard ORA.
Le jeune Jean Vercelli avait rejoint la zone libérée de Beuil-Guillaumes-Valberg au début de juillet 1944. Lors des combats contre les colonnes allemandes voulant forcer les barrages établis par les FFI, il aurait été capturé au col de Roua et exhibé à l'entrée de l'ennemi dans le village de Guillaumes le 21 juillet. Il fut torturé en tant que "terroriste" puis abattu sur la route de Bouchanières deux jours plus tard. Une plaque rappelant son sacrifice est apposée en bordure de la route. Les allemands ayant peur de tomber dans une embuscade ont fait demi-tour à cet endroit.
Les 4 et 5 novembre 1994, les crues du Var menacent à nouveau le village. Guillaumes est classé en zone sinistrée.

## Géographie

### Localisation
Le village est construit à la confluence du Var et du Tuébi. Il est dominé par un éperon sur lequel se trouvent les ruines d'un ancien château.
Une partie du domaine skiable de la station de Valberg (les pistes du Vasson et de Barzès), se trouve sur la commune de Guillaumes.

### Géologie et relief
Le village constitue la porte d'entrée du val d'Entraunes et du parc national du Mercantour.
Espaces protégés des Alpes occidentales méridionales, le Parco naturale Alpi Marittime (Italie) et le parc national du Mercantour sont jumelés depuis 1987.
La réserve régionale des gorges de Daluis est en grande partie située sur son territoire.
La commune se compose de 12,37 hectares de territoires artificialisés (0,14 %), 144,24 hectares de territoires agricoles (1,67 %) et 8 488,81 hectares de forêts et milieux semi-naturels (98,19 %).
Espaces naturels :
- Quatre espaces protégés hors Natura 2000 :

Parc national, zone cœur,
Parc national, aire d'adhésion,
Gorges De Daluis. Réserve naturelle régionale,
Périmètre de protection de la RNR des Gorges de Daluis.
- Cinq espaces protégés Natura 2000 :

Entraunes,
Sites à chauves souris - Castellet-Les-Sausses et Gorges de Daluis,
Massif du Lauvet d'Ilonse et des Quatre Cantons - Dome de Barrot - Gorges du Cians,
Le Mercantour SIC,
Le Mercantour ZPS.
- Sept zones naturelles d'intérêt écologique, faunistique et floristique (Znieff) :

Forêt de la Fracha - Montagne de l'Estrop,
Bassin de la Haute Tinée,
Massif de Chamoussillon - Bois de la Moulière - Devens D'Estenc,
Mont Saint-Honorat - Aiguilles de Pélens - Tête de l'Encombrette,
Gorges de Daluis,
Le Var et ses principaux affluents,
 Dôme de Barrot - Tête de la Colombière - Mont Mayola - La Roudoule.

### Sismicité
Commune située dans une zone de sismicité moyenne.

### Hydrographie et les eaux souterraines
Cours d'eau sur la commune ou à son aval :
- fleuve le Var ;
- rious de bante, de la palud ;
- torrents la barlatte, le Tuébi ;
- ruisseaux la barlattette, de raton ;
- vallons de coni, de costa plana, du riou, de cante, d'amen, de berthéon, de la palud, des pénettes, du mercier, de l'ubac, de pabane, des anseingues, de la clastre, des fountettes, du pous, d'estouffagne, des chaumas, de la lave des guis, de tireboeuf, de champ de messieria, de rio frei, de la fraccietta, de diane.

Guillaumes dispose de deux stations d'épuration :
- la station d'épuration de Guillaumes d'une capacité de 800 équivalent-habitants ;
- la station d'épuration de Péone - Valberg d'une capacité de 9 000 équivalent-habitants[46].

### Climat
Pour des articles plus généraux, voir Climat de Provence-Alpes-Côte d'Azur et Climat des Alpes-Maritimes.
En 2010, le climat de la commune est de type climat des marges montargnardes, selon une étude du Centre national de la recherche scientifique s'appuyant sur une série de données couvrant la période 1971-2000. En 2020, Météo-France publie une typologie des climats de la France métropolitaine dans laquelle la commune est exposée à un climat de montagne ou de marges de montagne et est dans une zone de transition entre les régions climatiques « Var, Alpes-Maritimes » et « Alpes du sud ».
Pour la période 1971-2000, la température annuelle moyenne est de 10,4 °C, avec une amplitude thermique annuelle de 16,7 °C. Le cumul annuel moyen de précipitations est de 1 027 mm, avec 5,3 jours de précipitations en janvier et 5,6 jours en juillet. Pour la période 1991-2020, la température moyenne annuelle observée sur la station météorologique de Météo-France la plus proche, « Péone », sur la commune de Péone à 5 km à vol d'oiseau, est de 7,9 °C et le cumul annuel moyen de précipitations est de 1 013,1 mm. 
La température maximale relevée sur cette station est de 31 °C, atteinte le 28 juin 2019 ; la température minimale est de −15,5 °C, atteinte le 28 février 2018,,.
Les paramètres climatiques de la commune ont été estimés pour le milieu du siècle (2041-2070) selon différents scénarios d'émission de gaz à effet de serre à partir des nouvelles projections climatiques de référence DRIAS-2020. Ils sont consultables sur un site dédié publié par Météo-France en novembre 2022.

### Voies de communications et transports

#### Voies routières
Routes départementales 902 de St-Benoît à Daluis, puis départementale 2202.

#### Transports en commun
Transport en Provence-Alpes-Côte d'Azur
- Le réseau Lignes d'Azur[54].
- Train des Pignes : Gare du Sud – Nice / Digne, arrêt Entrevaux (20 km de Guillaumes)[55].

### Communes limitrophes
| Châteauneuf-d'Entraunes | Saint-Étienne-de-Tinée, Châteauneuf-d'Entraunes, Péone | Péone |
| Sauze                   | Guillaumes                                             | Péone |
| Daluis                  | La Croix-sur-Roudoule, Auvare                          | Beuil |

### Hameaux et Lieux-dits
Amen
Barels,.
Barzès
Bouchanières
Le Collet
Les Hivernasses
Les Points
Les Pourchiers
La Ribière
Les Roberts
Saint-Brès
La Saussette
Valberg (en partie)
Veynas
Villeplane
Villetale Basse
Villetale Haute

## Politique et administration

### Liste des maires
| Période   | Période  | Identité         | Étiquette     | Qualité |
| --------- | -------- | ---------------- | ------------- | --- |
| 1944      | 1947     | Jules-Jean Ravel |               | |
| 1947      | 1977     | Maurice Durandy  |               | |
| 1977      | 1983     | Francis Ravel    |               | |
| 1983      | 1989     | Éliane Pratico   |               | |
| mars 1989 | En cours | Jean-Paul David  | CNIP puis LMR | Administrateur Territorial Président de l’association des maires ruraux des Alpes-Maritimes, Conseiller Régional Provence-Alpes-Côte d'Azur |

## Urbanisme

### Typologie
Au 1er janvier 2024, Guillaumes est catégorisée commune rurale à habitat dispersé, selon la nouvelle grille communale de densité à 7 niveaux définie par l'Insee en 2022.
Elle est située hors unité urbaine et hors attraction des villes,.

### Occupation des sols
L'occupation des sols de la commune, telle qu'elle ressort de la base de données européenne d’occupation biophysique des sols Corine Land Cover (CLC), est marquée par l'importance des forêts et milieux semi-naturels (98,2 % en 2018), une proportion identique à celle de 1990 (98,2 %). La répartition détaillée en 2018 est la suivante :
forêts (46,5 %), milieux à végétation arbustive et/ou herbacée (31,9 %), espaces ouverts, sans ou avec peu de végétation (19,8 %), prairies (1,3 %), zones agricoles hétérogènes (0,4 %), zones urbanisées (0,1 %).
L'évolution de l’occupation des sols de la commune et de ses infrastructures peut être observée sur les différentes représentations cartographiques du territoire : la carte de Cassini (XVIIIe siècle), la carte d'état-major (1820-1866) et les cartes ou photos aériennes de l'IGN pour la période actuelle (1950 à aujourd'hui).
Schéma de cohérence territoriale (SCOT) Alpes-d'Azur,.

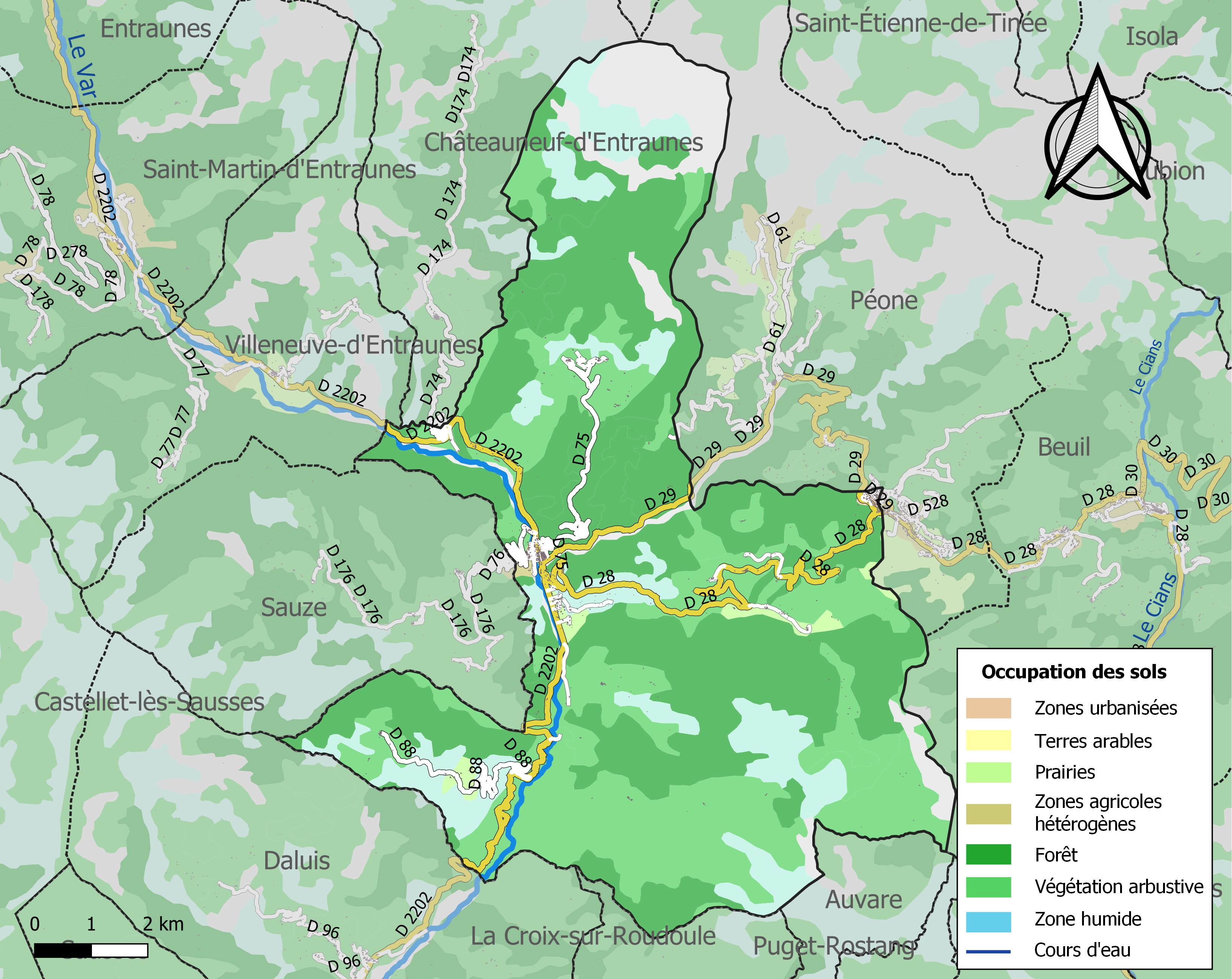
Carte de l'occupation des sols de la commune en 2018 (CLC).

### Budget et fiscalité 2023

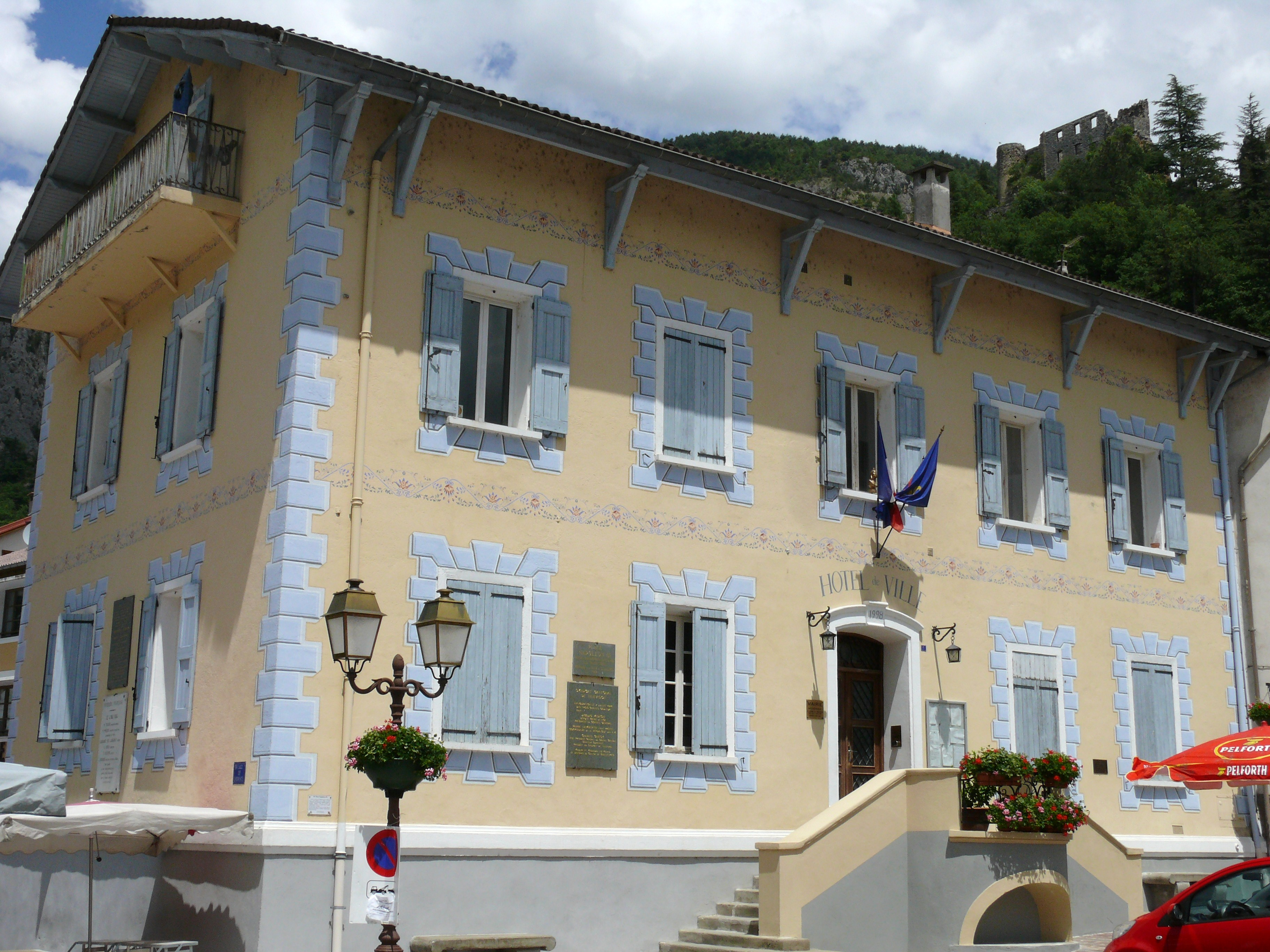
Hôtel de ville.

En 2023, le budget de la commune était constitué ainsi :
- total des produits de fonctionnement : 1 774 000 €, soit 2 996 € par habitant ;
- total des charges de fonctionnement : 1 389 000 €, soit 2 346 € par habitant ;
- total des ressources d'investissement : 1 186 000 €, soit 2 004 € par habitant ;
- total des emplois d'investissement : 1 681 000 €, soit 2 840 € par habitant ;
- endettement : 475 000 €, soit 802 € par habitant.

Avec les taux de fiscalité suivants :
- taxe d'habitation : 21,28 % ;
- taxe foncière sur les propriétés bâties : 30,42 % ;
- taxe foncière sur les propriétés non bâties : 29,13 % ;
- taxe additionnelle à la taxe foncière sur les propriétés non bâties : 0,00 % ;
- cotisation foncière des entreprises : 0,00 %.

* Chiffres clés Revenus et pauvreté des ménages en 2021 : médiane en 2021 du revenu disponible, par unité de consommation : 18 420 €.
* Fiscalité de la communauté de communes - CCAA

## Économie

### Entreprises et commerces

#### Agriculture
- Le rucher d'Athéna[70].
- Le rucher de Daluis[71].
- Élevage d'ovins[72].
- Les foires à Guillaumes[73].
- Foire aux Tardons[74].
- Coopérative agricole et laiterie industrielle (coopérative laitière, coopérative d'approvisionnement) dite Coopérative laitière du Haut-Var[75].

#### Tourisme
- La Maison des gorges rouges, réserve naturelle de Daluis[76].
- Musée des Arts et Traditions[77].
- Camping et aire de camping-car du pont de la Mariée[78].
- Résidence des Gorges Rouges, hôtel, gîtes.
- Ecogite et yourtes de Villeplane : http://www.hotel-guillaumes-mercantour.fr/
- Restaurants.

#### Commerces

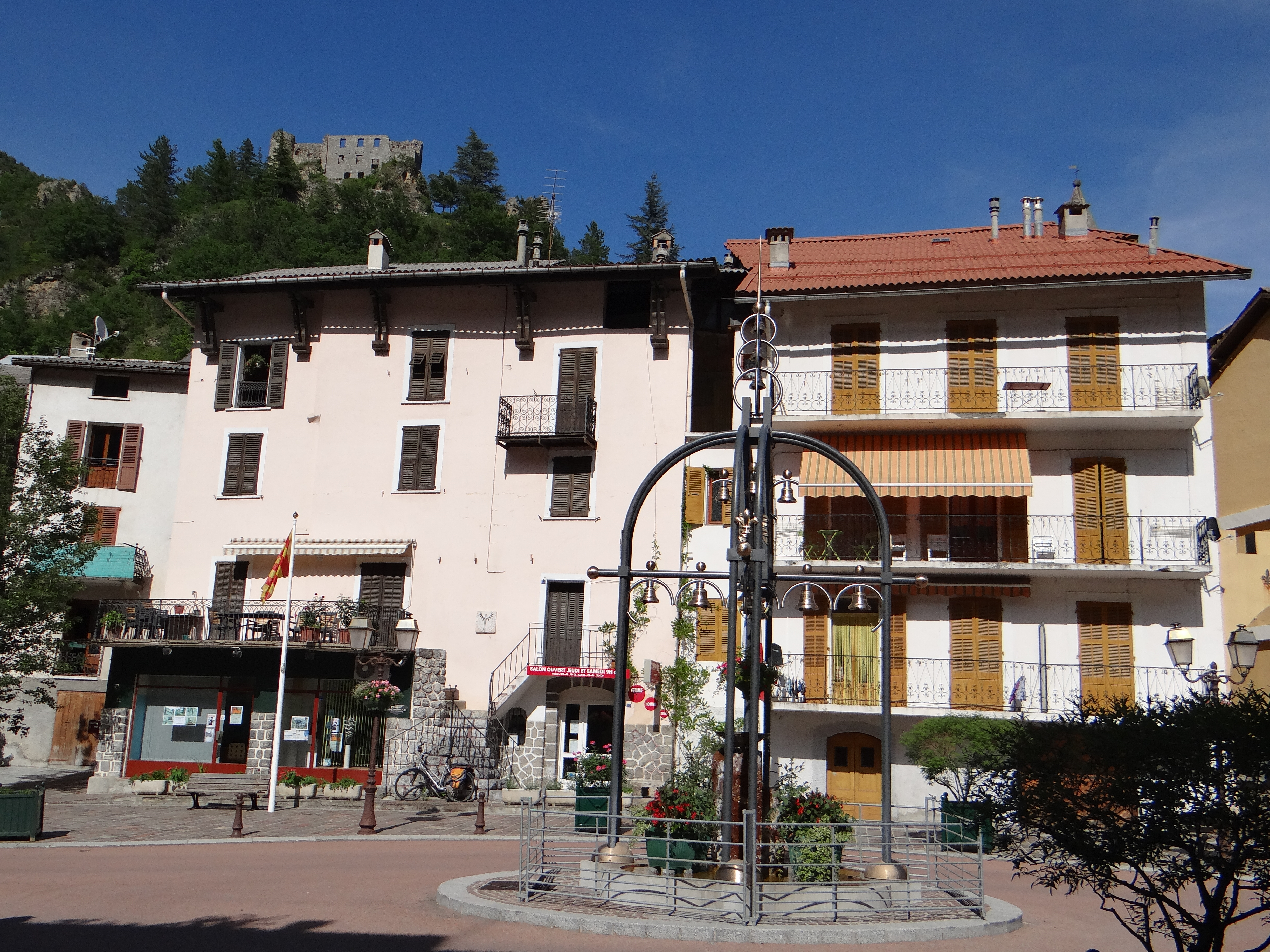
Centre du village.

Commerces et services de proximité :
- Boulangerie,
- Boucherie,
- Superette.

### Intercommunalité
Depuis le 1er janvier 2014, Guillaumes fait partie de la communauté de communes Alpes d'Azur. Elle était auparavant membre de la communauté de communes de Cians Var, jusqu'à la disparition de celle-ci lors de la mise en place du nouveau schéma départemental de coopération intercommunale.

## Population et société

### Démographie

#### Évolution démographique
L'évolution du nombre d'habitants est connue à travers les recensements de la population effectués dans la commune depuis 1793. Pour les communes de moins de 10 000 habitants, une enquête de recensement portant sur toute la population est réalisée tous les cinq ans, les populations de référence des années intermédiaires étant quant à elles estimées par interpolation ou extrapolation. Pour la commune, le premier recensement exhaustif entrant dans le cadre du nouveau dispositif a été réalisé en 2005.

En 2022, la commune comptait 586 habitants, en évolution de −7,86 % par rapport à 2016 (Alpes-Maritimes : +2,85 %, France hors Mayotte : +2,11 %).
| 1793  | 1800  | 1806  | 1822  | 1838  | 1848  | 1858  | 1861  | 1866  |
| ----- | ----- | ----- | ----- | ----- | ----- | ----- | ----- | ----- |
| 1 156 | 1 210 | 1 223 | 1 199 | 1 351 | 1 251 | 1 102 | 1 117 | 1 156 |

| 1872  | 1876  | 1881  | 1886  | 1891  | 1896  | 1901  | 1906  | 1911  |
| ----- | ----- | ----- | ----- | ----- | ----- | ----- | ----- | ----- |
| 1 173 | 1 154 | 1 289 | 1 090 | 1 132 | 1 026 | 1 061 | 1 002 | 1 132 |

| 1921 | 1926 | 1931 | 1936 | 1946 | 1954 | 1962 | 1968 | 1975 |
| ---- | ---- | ---- | ---- | ---- | ---- | ---- | ---- | ---- |
| 852  | 867  | 851  | 882  | 748  | 640  | 626  | 594  | 558  |

| 1982 | 1990 | 1999 | 2005 | 2006 | 2010 | 2015 | 2020 | 2022 |
| ---- | ---- | ---- | ---- | ---- | ---- | ---- | ---- | ---- |
| 546  | 533  | 589  | 694  | 697  | 689  | 640  | 585  | 586  |

### Enseignement
Établissements d'enseignements :
- écoles maternelle et primaire[85] ;

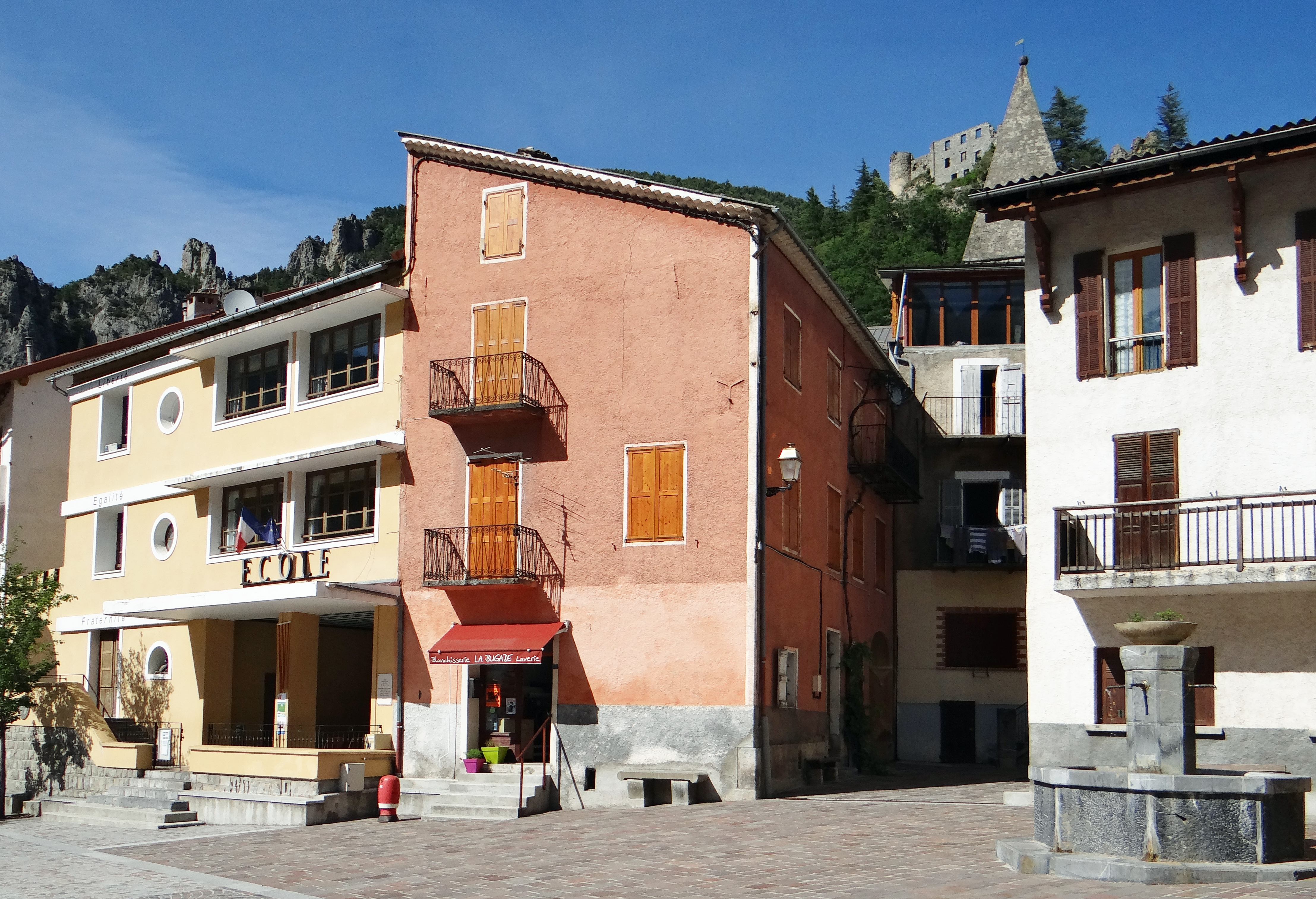
École.

- collèges à Puget-Théniers, Saint-Étienne-de-Tinée, Annot ;
- lycées à Valdeblore, Grasse, Dignes-les-Bains[86].

### Santé
Professionnels et établissements de santé :
- médecin ;
- pharmacie ;
- hôpitaux à Puget-Théniers, Saint-Étienne-de-Tinée, Villars-sur-Var.

### Cultes
- Culte catholique, paroisse Saint-Jean-Baptiste[88], Diocèse de Nice.

## Culture et patrimoine

### Distinctions culturelles
Guillaumes fait partie des communes ayant reçu l’étoile verte espérantiste, distinction remise aux maires de communes recensant des locuteurs de la langue construite espéranto.

### Lieux et monuments

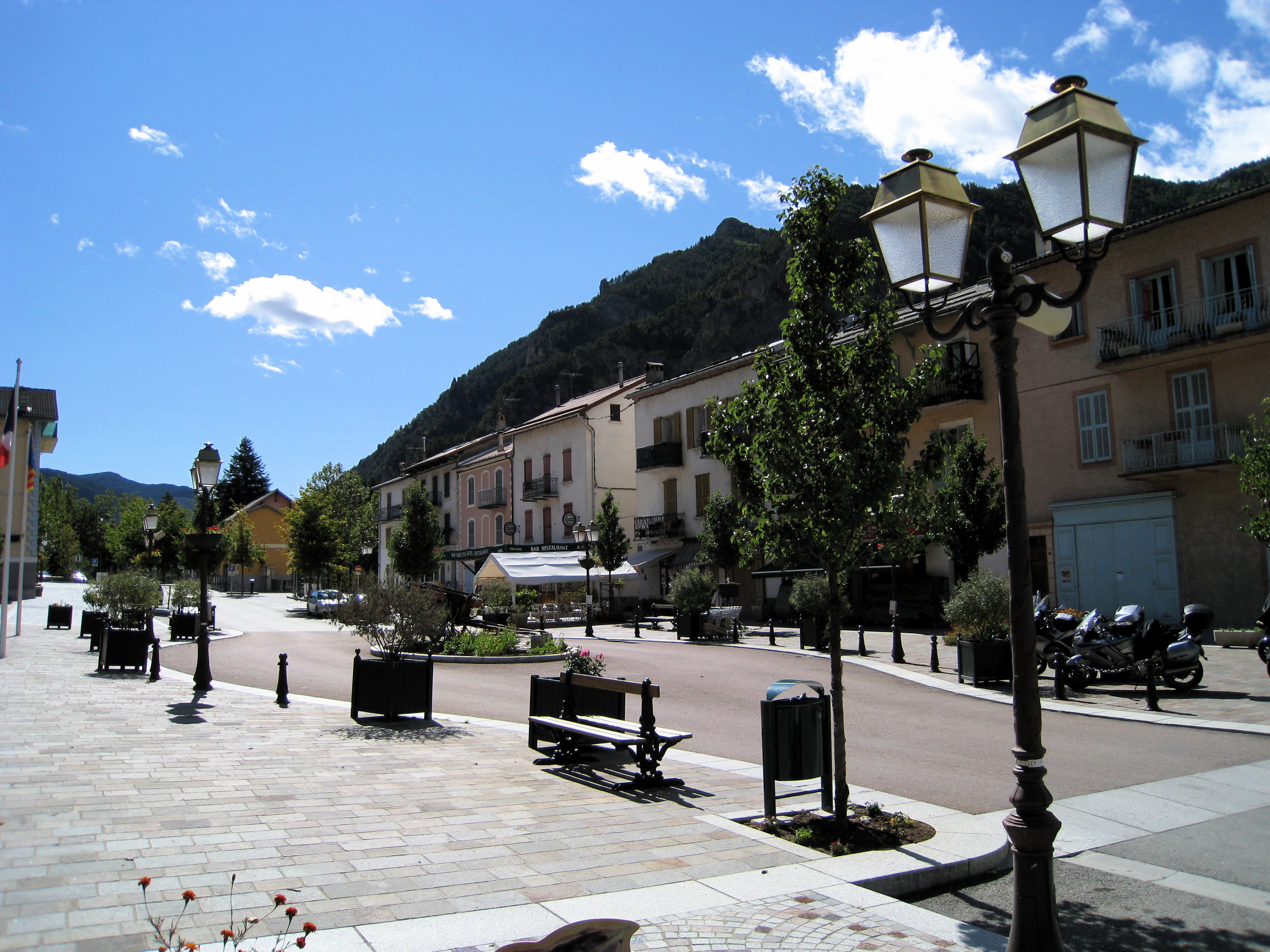
Guillaumes.
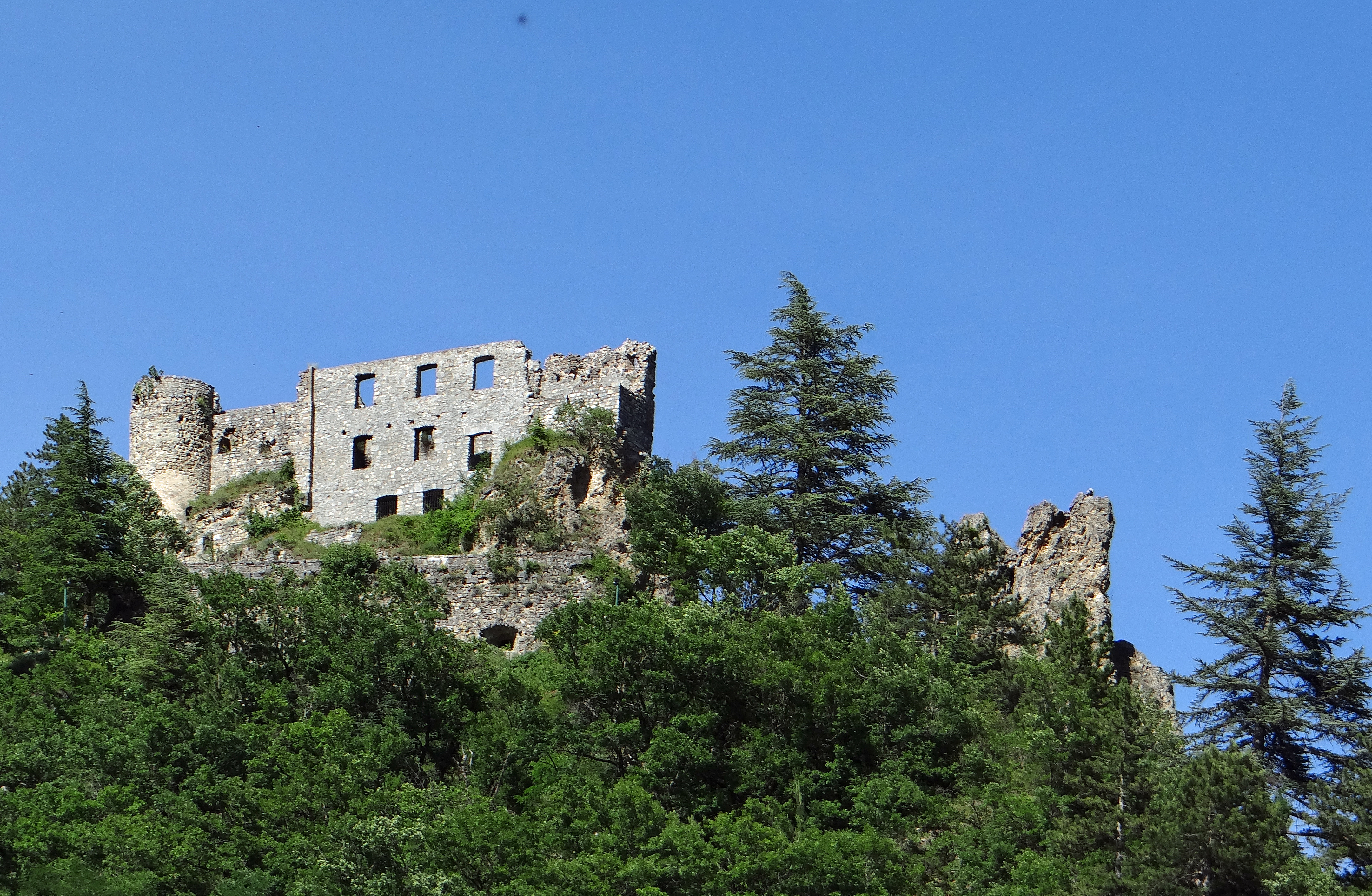
Le château de Guillaumes.
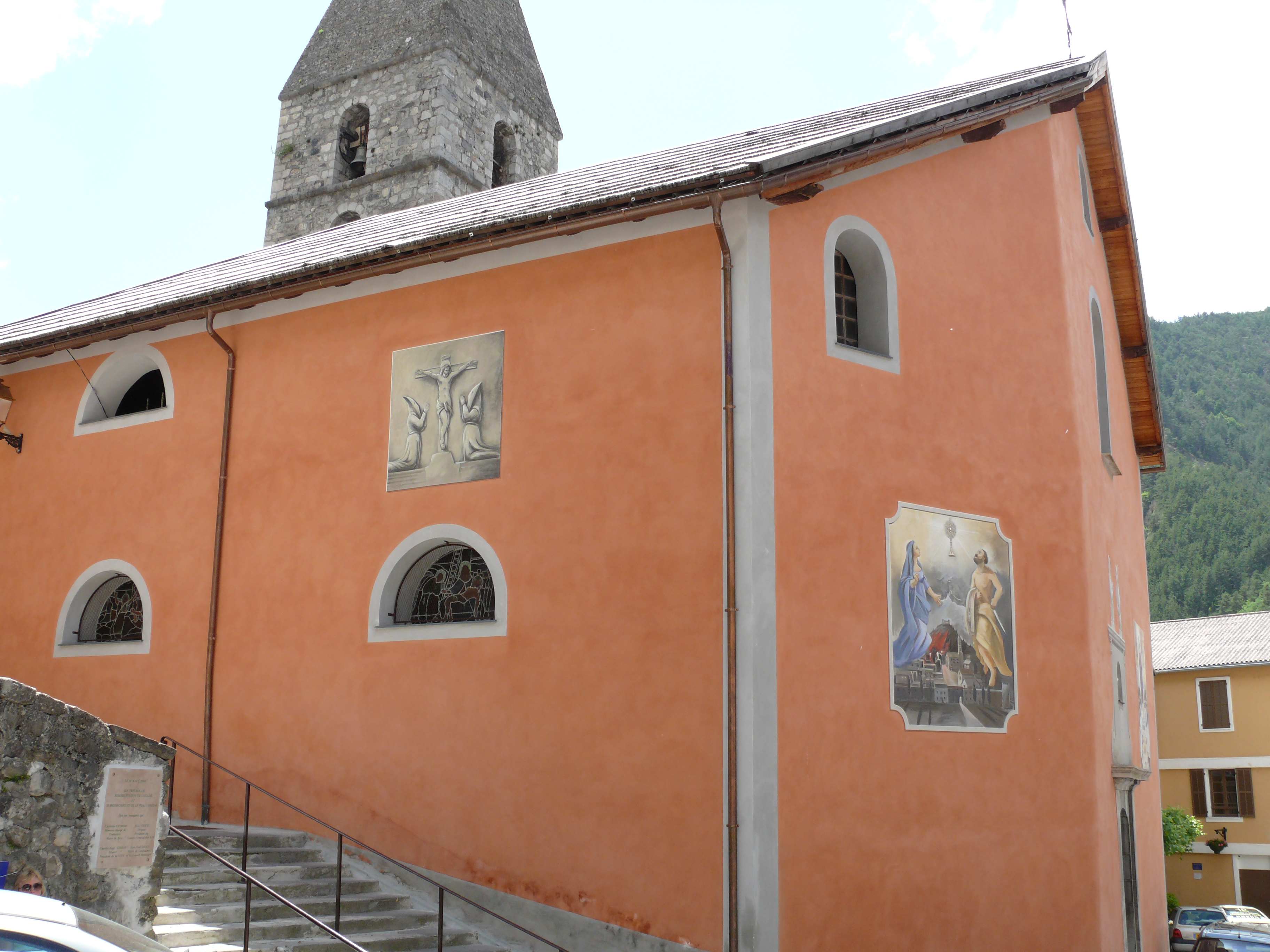
Église Saint-Étienne.
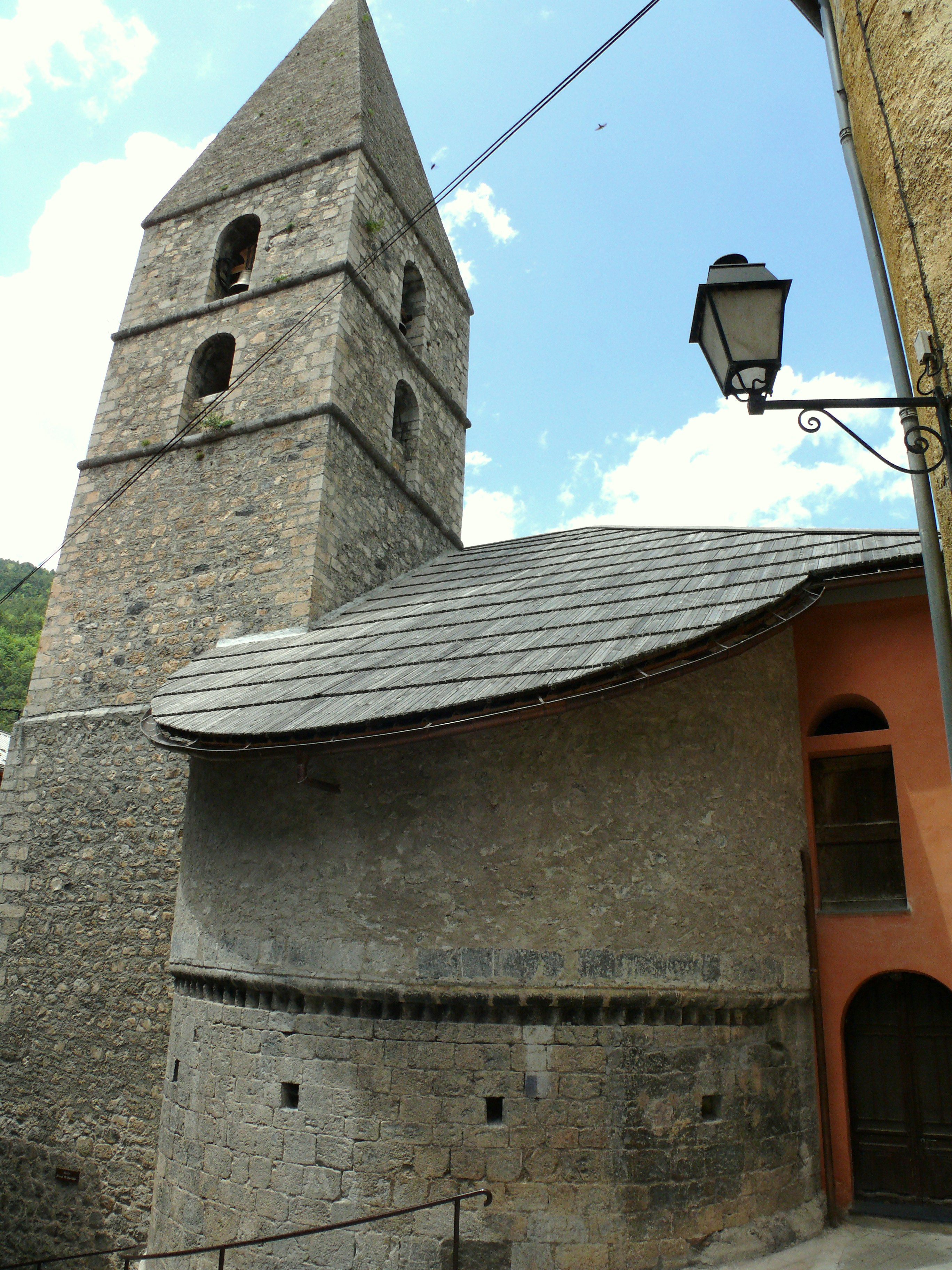
Église Saint-Étienne : chevet et clocher romans.
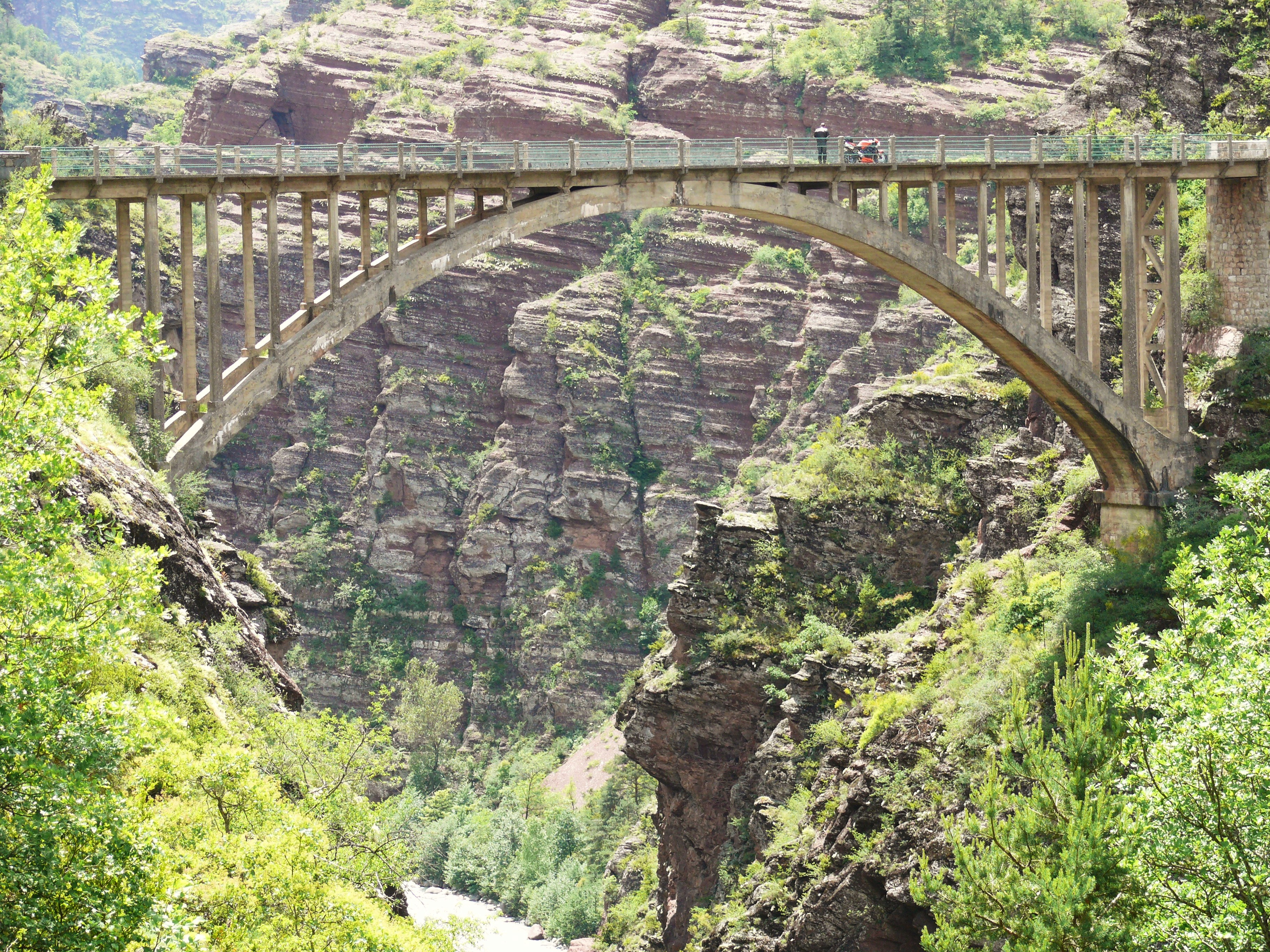
Pont du Saut de la Mariée dans les gorges de Daluis.
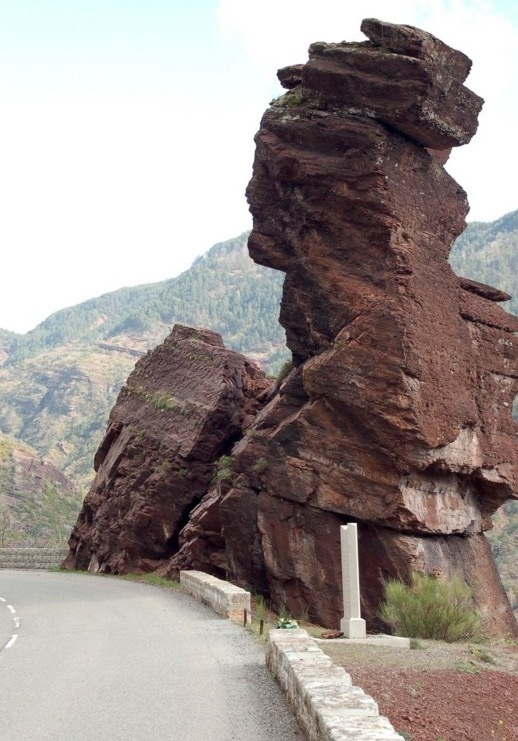
La Gardienne des Gorges, dans les gorges de Daluis.
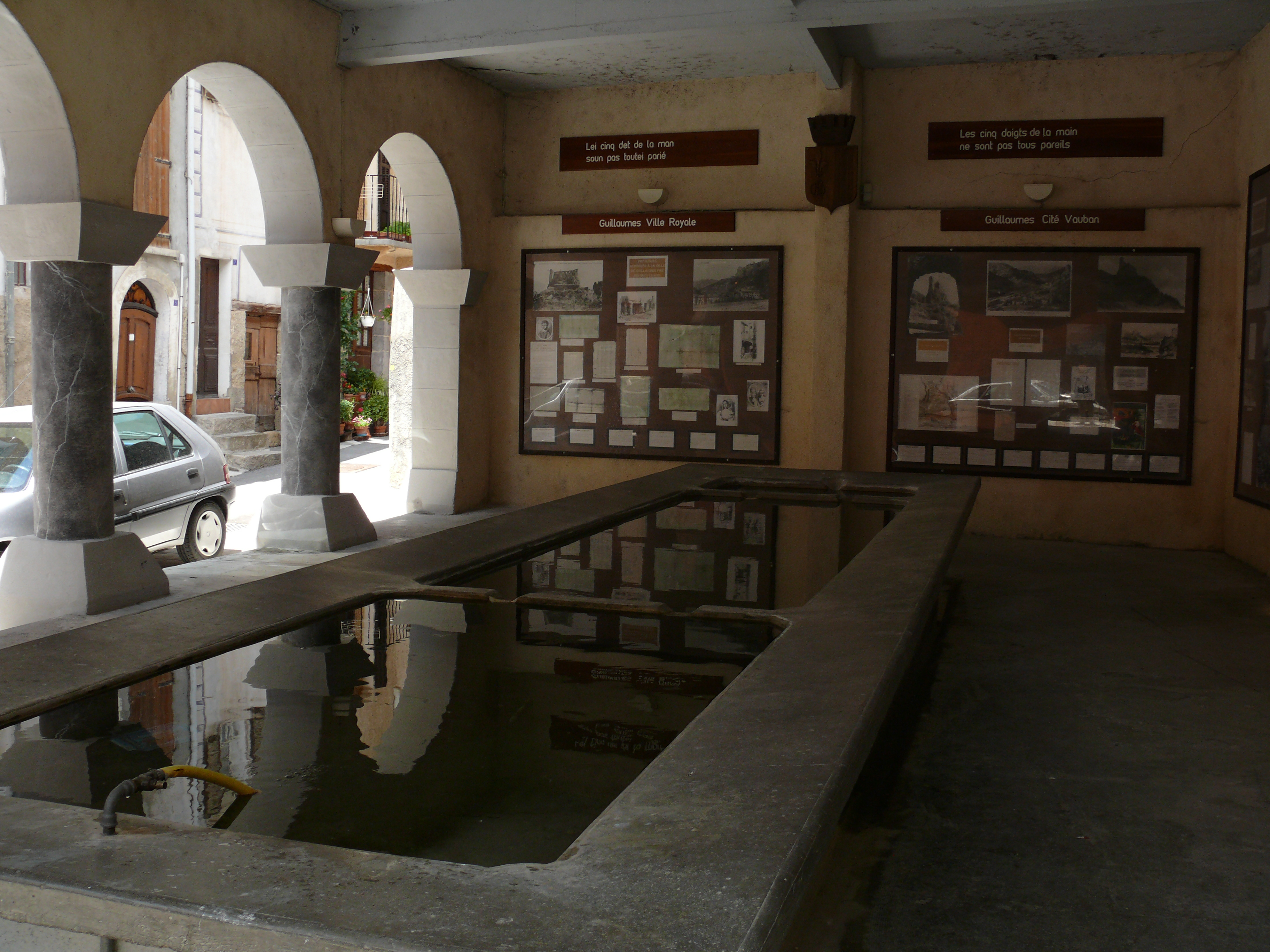
Lavoir Guillaume II.

#### Patrimoine religieux
- Ancien prieuré bénédictin, remanié au XVIIe siècle, le Sanctuaire de Notre-Dame de Buyeï[89]. Paroisse mère, ce lieu est lié à l'implantation du christianisme dans l'Empire Romain au début de notre ère[90].

Dans cet édifice se trouve :
- le plus grand ex-voto des Alpes Maritimes, classé au titre de la loi du 31 décembre 1913 sur les monuments historiques, par le ministère de la culture et de la communication, qui représente Guillaumes lorsqu'il fut la proie du feu dans la nuit du 22 août 1682[91],[92];
- un tableau représentant l'Assomption de la Vierge de 1661[93],[94].

#### Églises
- Église Saint-Étienne[95], d'origine lombarde, commencé au XIIe siècle[96]. Il en reste un chevet et un clocher roman lombard. L'abside est hémicirculaire avec une voûte en cul-de-four. À l'entrée des troupes françaises dans Guillaumes en juillet 1793, elles installent des fours et des magasins dans l'église. L'église est restaurée en 1810[97],[98]          .

Orgue de chœur,.
- Église Notre-Dame-des-Neiges au hameau d'Amen[101].
- Église Sainte Élisabeth Barels[102].

#### Chapelles[103]
- Chapelle Notre-Dame-du-Bueyï[104],[105].
- Chapelle Saint Roch et Saint Antoine de Bouchanières[106].
- Chapelle Saint-Jacques de La Saussette[107].
- Chapelle de la Sainte Trinité le Lavigné[108].
- Chapelle Les Anseingues[109].
- Chapelle Sainte Trinité Les Points[110].
- Chapelle Saint Brice Saint Brès[111].
- Chapelle Saint Jean[112].
- Chapelle Saint Sauveur Villeplane[113].
- Chapelle Sainte Anne Villetalle[114].

#### Patrimoine civil et militaire
- Château de Guillaumes[115] est érigé à partir de 1233-1235[116],[117].
- Casemate de Guillaumes, ouvrage défensif construit en 1939 dans le cadre du secteur fortifié des Alpes-Maritimes de la ligne Maginot alpine.
- Pont de la Mariée ou du Saut de la Mariée[118] construit dans les gorges de Daluis pour permettre au tramway du Haut-Var, entre Pont de Gueydan et Guillaumes, de franchir le Var[119]. S'appelant à l'origine tout simplement "pont du tramway", il fut rebaptisé à la suite d'un événement tragique qui survint dans la nuit du 30 juillet 1927 durant laquelle une jeune mariée de 22 ans en voyage de noces perdit la vie en tombant accidentellement du pont[120]. Comme un clin d’œil à cette histoire, ce pont sert aujourd'hui notamment à la pratique du saut à l'élastique[121].
- Monument aux morts[122],[123],[124].
- Au-dessus d'une porte dans la rue des juifs[125], une étoile de David gravée avec la date en caractères latins 1774. Une plaque a été dévoilée le 11 septembre 2011 en souvenir de la communauté juive[126].

#### Patrimoine de pays
- Lavoir Guillaume II[127], du nom du fondateur de la ville. Il a été construit à l'emplacement de l'ancien hôpital Saint-Jacques[128].
- Pressoir à raisin[129], Moulin à huile de noix, Moulin à farine, Fontaine, Oratoires.
- Four à pain des Geynes Bouchanières[130].
- La coopérative agricole et laiterie industrielle, coopérative d'approvisionnement) dite Coopérative laitière du Haut-Var, créée en 1902.

#### Patrimoine naturel
- Rocher dit la Tête de Femme ou la Gardienne des Gorges[131]
- Dans le Parc national du Mercantour, les hameaux de Barels[132].
- La commune de Guillaumes bénéficie de Zones Naturelles d'Intérêt Écologique, Faunistique et Floristique (ZNIEFF) importantes.

### Équipements culturels et sociaux
- Au cœur du village médiéval de Guillaumes, dans l'ancien ghetto juif[133], le musée des Arts et Traditions[77], Musée Virtuel d'Art Sacré, exposition de santons.
- Salle des fêtes « Reine Marie d'Anjou ».
- Centre Social « La Maison Roche »[134].
- Office de tourisme[135].

### Équipements sportifs
- Terrain multisports.
- Terrain de football Paul Ollié.
- Court de tennis.
- Piscine.

### Héraldique
| Blason de Guillaumes | Blason  | Parti : au 1er d’azur à la lettre G capitale d’argent surmontée d’une fleur de lys d’or, au 2e d’or aux trois pals de gueules. |
| Blason de Guillaumes | Détails | Le statut officiel du blason reste à déterminer.                                                                               |

## Personnalités liées à la commune

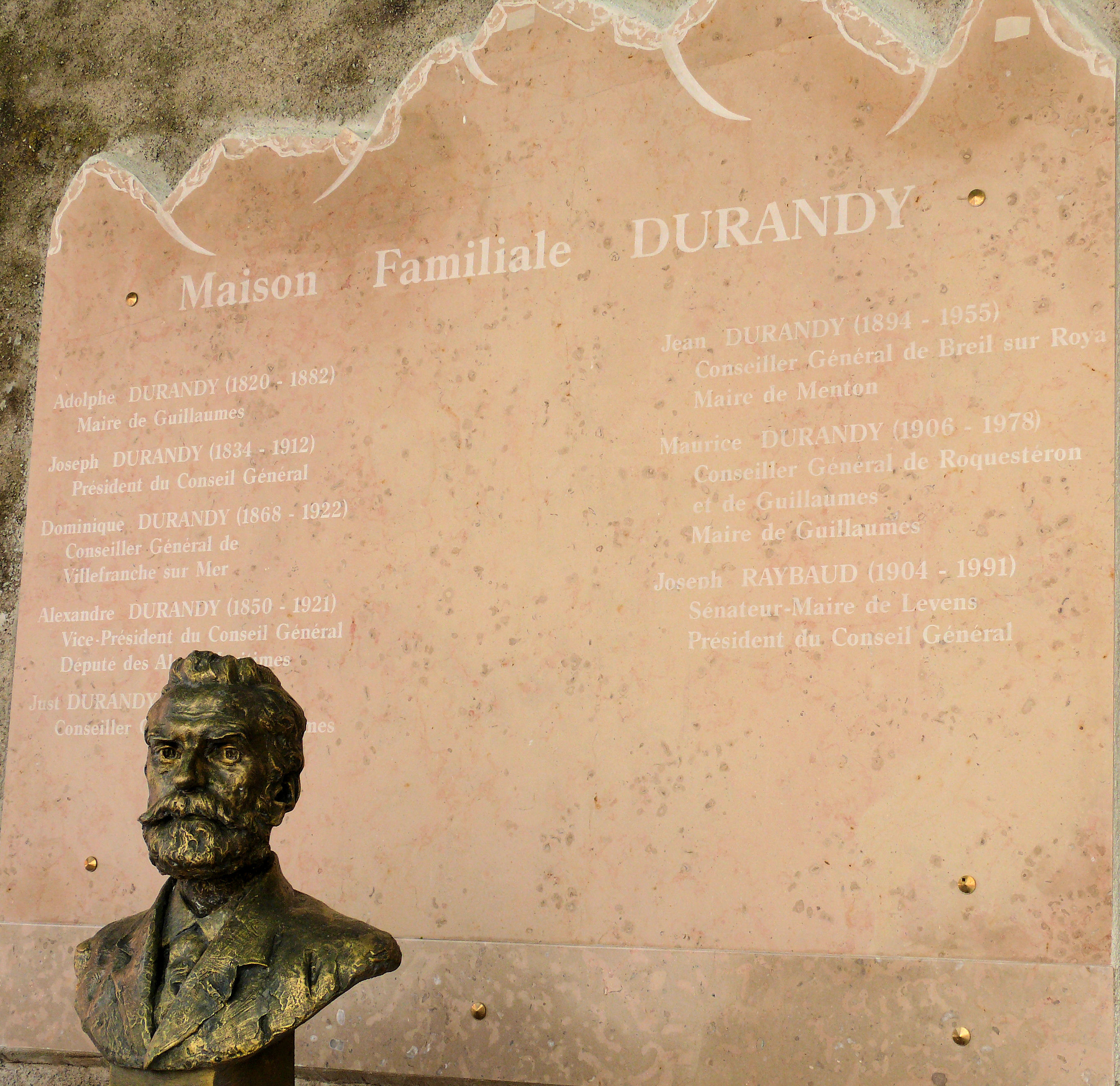
Buste de Joseph Durandy par Michel de Tarnowsky, devant la maison Durandy.

- Famille de Rémusat :  - Vénérable Anne-Madeleine Rémusat (1696-1730) qui a sauvé Marseille de la Grande Peste de 1720 - Pierre-François de Rémusat (1755-1803) négociant et homme politique français - Auguste Laurent, comte de Rémusat (1762-1823), chambellan de Napoléon Ier  - Charles de Rémusat (1797-1875), comte de Rémusat, homme politique (ministre de l'intérieur et ministre des Affaires Étrangères), écrivain, philosophe et mémorialiste français, membre de l'Académie française
- Joseph Durandy (1834-1912), ingénieur et homme politique français né à Guillaumes.
- Alexandre Durandy (1868-1921), né à Guillaumes, député de 1914 à 1919.
- Michel de Tarnowsky[137] (1870-1946), sculpteur.
- Jean Pazzi (1920-1982), skieur français de 1935 à 1952, l'un des piliers de l'équipe de France de ski alpin.
- Léon Baréty (1883-1971), ancien Ministre et Président du Conseil Général des Alpes-Maritimes, 7e Président de l'Académia Nissarda.
- Charles Ginésy, ancien sénateur des Alpes-Maritimes, Président honoraire du Conseil Général des Alpes-Maritimes, né à Guillaumes.
- général Jacques Lécuyer dit (Sapin), libérateur des Alpes-Maritimes, dont les cendres reposent sous le monument de la Résistance.
- général Oscar-Ulysse-Homère Rancurel (1900-1967).
- Daverio Clementino Giovannetti (it)(1926-2014), homme politique et syndicaliste italien, secrétaire de la présidence du Sénat italien de 1979 à 1983, né à Guillaumes.